# Latirus angulatus
Latirus angulatus är en snäckart som först beskrevs av Roding 1798.  Latirus angulatus ingår i släktet Latirus och familjen Fasciolariidae. Inga underarter finns listade i Catalogue of Life.